# Chapelle du Vœu
 (janvier 2024).
La mise en forme du texte ne suit pas les recommandations de Wikipédia : il faut le « wikifier ».
Les points d'amélioration suivants sont les cas les plus fréquents :
- Les titres sont pré-formatés par le logiciel. Ils ne sont ni en capitales, ni en gras.
- Le texte ne doit pas être écrit en capitales (les noms de famille non plus), ni en gras, ni en italique, ni en « petit »…
- Le gras n'est utilisé que pour surligner le titre de l'article dans l'introduction, une seule fois.
- L'italique est rarement utilisé : mots en langue étrangère, titres d'œuvres, noms de bateaux, etc.
- Les citations ne sont pas en italique mais en corps de texte normal. Elles sont entourées par des guillemets français : « et ».
- Les listes à puces sont à éviter, des paragraphes rédigés étant largement préférés. Les tableaux sont à réserver à la présentation de données structurées (résultats, etc.).
- Les appels de note de bas de page (petits chiffres en exposant, introduits par l'outil «  Source ») sont à placer entre la fin de phrase et le point final[comme ça].
- Les liens internes (vers d'autres articles de Wikipédia) sont à choisir avec parcimonie. Créez des liens vers des articles approfondissant le sujet. Les termes génériques sans rapport avec le sujet sont à éviter, ainsi que les répétitions de liens vers un même terme.
- Les liens externes sont à placer uniquement dans une section « Liens externes », à la fin de l'article. Ces liens sont à choisir avec parcimonie suivant les règles définies. Si un lien sert de source à l'article, son insertion dans le texte est à faire par les notes de bas de page.
- La présentation des références doit suivre les conventions bibliographiques. Il est recommandé d'utiliser les modèles {{Ouvrage}}, {{Chapitre}}, {{Article}}, {{Lien web}} et/ou {{Bibliographie}}. Le mode d'édition visuel peut mettre en forme automatiquement les références.
- Insérer une infobox (cadre d'informations à droite) n'est pas obligatoire pour parachever la mise en page.

Pour une aide détaillée, merci de consulter Aide:Wikification.
Si vous pensez que ces points ont été résolus, vous pouvez retirer ce bandeau et améliorer la mise en forme d'un autre article.
La chapelle du Vœu  de Tourcoing est située au 18 rue Faidherbe de cette ville, dans le département du Nord, elle fut construite en 1921 par les architectes Henri et Jean-Baptiste Maillard.

## Contexte
Pendant l'occupation allemande, le curé Leclercq souhaite éviter tout bombardement sur la ville de Tourcoing. De ce fait, ce dernier, le commanditaire de la chapelle, prononça en 1916 le vœu de construire une chapelle en l’honneur du Seigneur Jésus Christ, si ce dernier stoppait la guerre. De même, selon ce vœu, le programme du bâtiment devait répondre à certains impératifs. En effet, la chapelle doit exposer le Saint Sacrement tous les jours et l’édifice doit pouvoir accueillir une communauté de religieuses (environ 40 personnes) « adorant et priant sans cesse ». Ainsi, la chapelle doit s’inclure parfaitement au couvent des bénédictines dont la chapelle et sa maison voisine faisaient partie.

## Le vœu
Le vœu d'origine est visible par tous dans le vestibule de la chapelle.

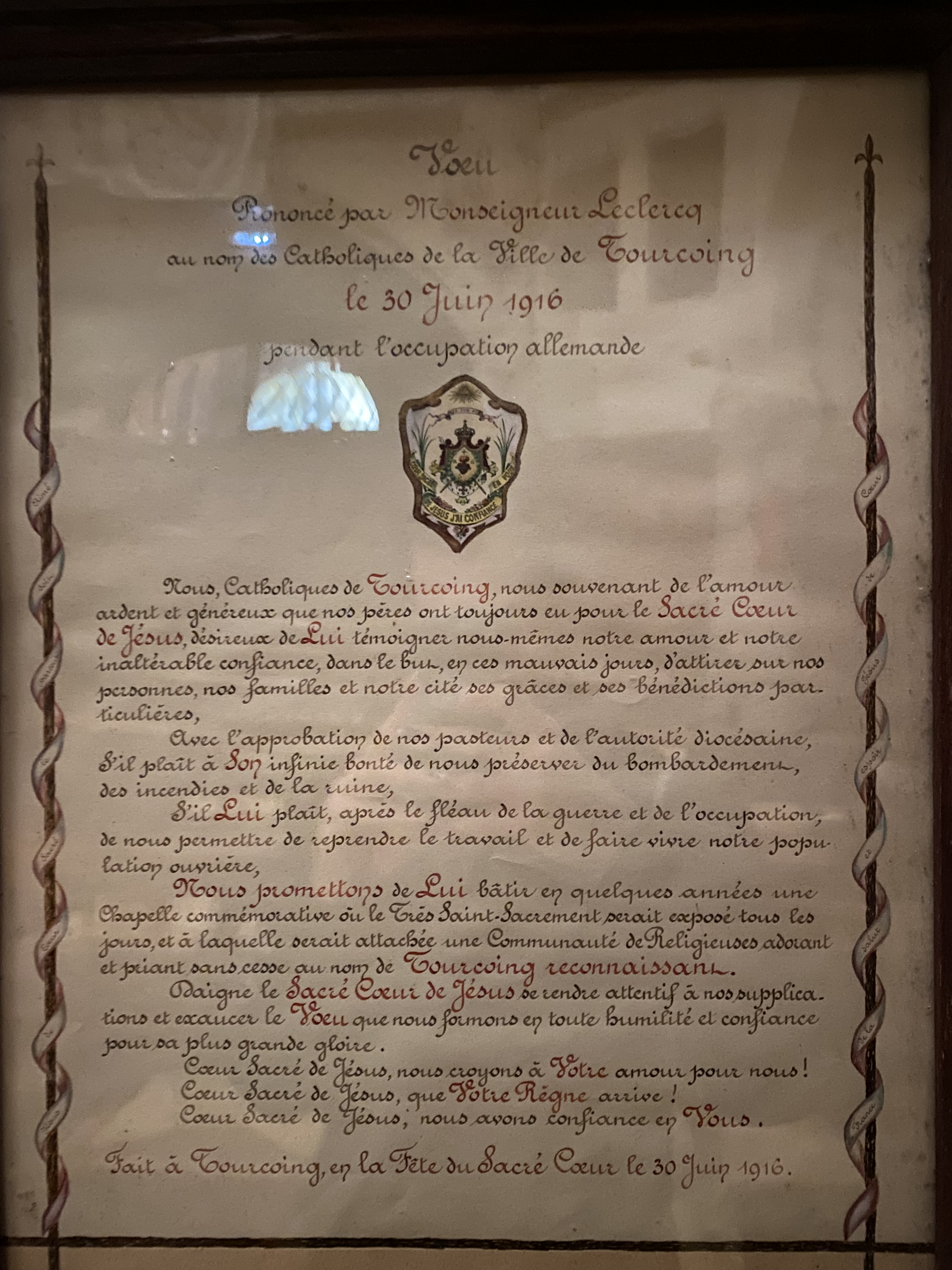
Vœu d'origine

« Vœu fait pendant l'occupation allemande par Monseigneur Leclercq, Curé-Doyen de la Paroisse Saint-Christophe au nom des catholiques de la ville de Tourcoing : 
Nous, catholiques de Tourcoing, nous souvenant de l'amour ardent et généreux que nos pères ont toujours eu pour le sacré-cœur de Jésus, désireux de Lui témoigner nous-mêmes notre amour et notre inaltérable confiance, dans le but, en ces mauvais jours, d'attirer sur nos personnes, notre famille et notre cité ses grâces et ses bénédictions particulières, avec l'approbation de nos pasteurs et de l'autorité diocésaine, S'il plaît à Son infinie Bonté de nous préserver des bombardements, de l'incendie et de la ruine, S'il Lui plaît, après le fléau de la guerre et de l'occupation, de nous permettre de reprendre le travail et de faire vivre notre population ouvrière, Nous promettons de Lui bâtir en quelques années une Chapelle commémorative où le Très Saint-Sacrement serait exposé tous les jours, et à laquelle serait attachée une Communauté de Religieuses, adorant et priant sans cesse au nom de Tourcoing reconnaissant. Daigne le Sacré-Cœur de Jésus se rendre attentif à nos ardentes supplications et exaucer le Vœu que nous formons en toute humilité et confiance pour sa grande gloire. Cœur Sacré de Jésus, nous croyons à Votre amour pour nous ! Cœur Sacré de Jésus que Votre règne arrive ! Cœur Sacré de Jésus, nous avons confiance en vous ! »

— Fait à Tourcoing en la fête du Sacré-Cœur, le 30 juin 1916
.

## Architecture

### Le couvent
En ce qui concerne le site de construction, le terrain laissé à la chapelle est assez réduit. En témoignent les murs mitoyens qui l’encadrent. Ainsi, elle ne mesure que 7 m de large. Par ailleurs, l’édifice détonne dans son site. En effet, rattaché au couvent, leurs styles ne sont pourtant pas similaires. Tout d’abord, le couvent était anciennement un hôtel particulier. Ainsi, ce dernier présente trois niveaux ornés d’une architecture beaucoup plus classique. En témoignent la superposition des ordres dorique, ionique et corinthien des colonnes qui s’inspire de la Renaissance. De même pour les arcs en plein cintre des fenêtres du premier niveau ou l’alignement et la régularité des modules qui s'éloignent de la stylistique d'après-guerre. Enfin, les ornements n’ont rien de religieux comme les masques entourés de chimères, les motifs végétaux encadrant les fenêtres ou les pilastres à la française de la travée latérale,.

### La chapelle du vœu

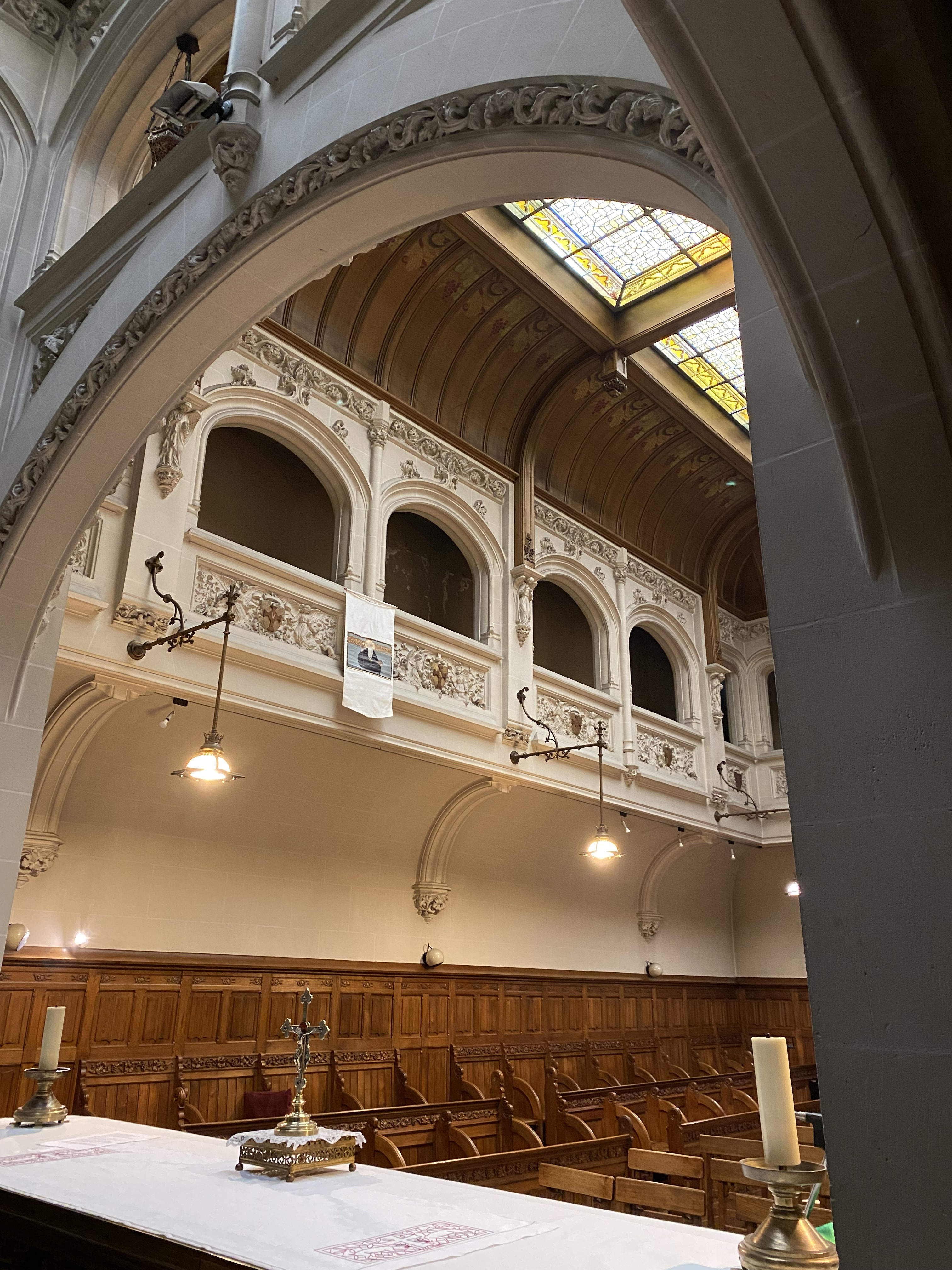
Architecture du chœur des bénédictines

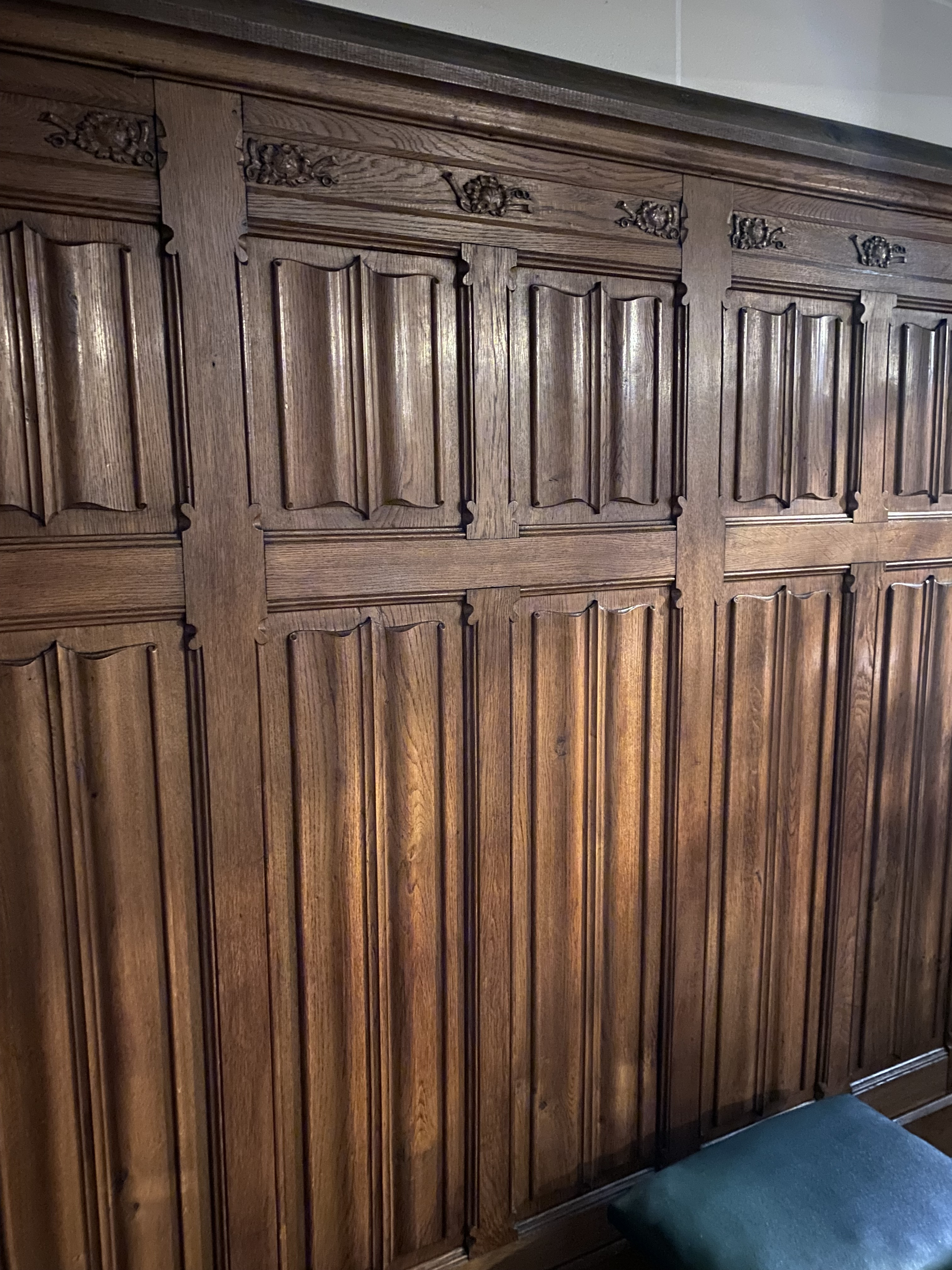
Panneaux en chêne des murs

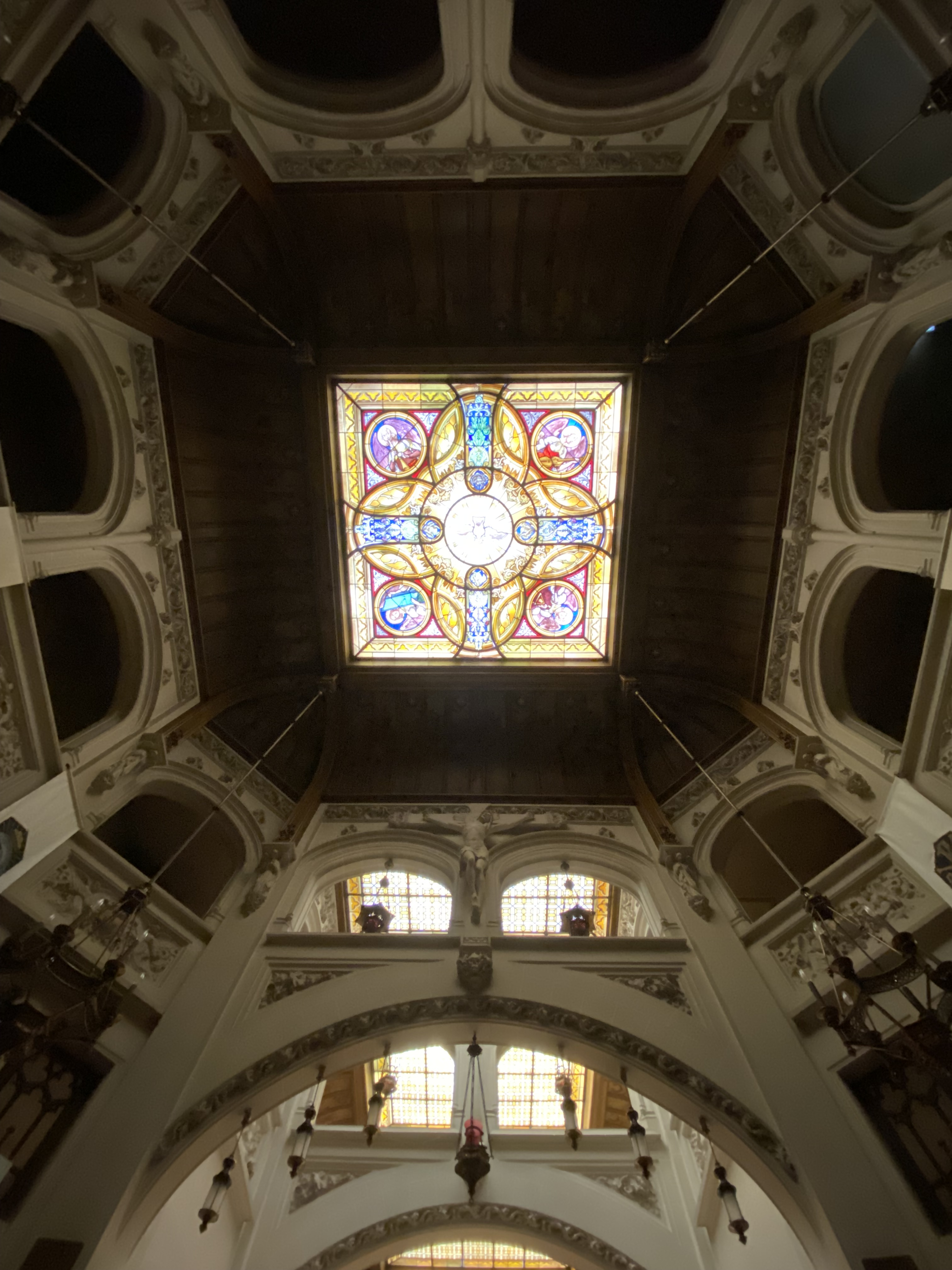
Partie haute de la nef de la chapelle

Ainsi, notre édifice contraste avec le bâtiment auquel il se rattache. 
Pour ce qui est du plan, il s’agit d’un plan rectangulaire de 7 m de large sur 31 m de long. La chapelle se compose donc d’un vestibule de forme rectangulaire. Après ce dernier, on accède donc à une nef carrée suivi d’un sanctuaire rectangulaire et enfin du chœur des religieuses fermé par une clôture. Ce dernier constitue ainsi la partie la plus grande pouvant accueillir 40 personnes, la nef est légèrement plus petite. Seul le sanctuaire dénote par sa forme rectangulaire et sa taille avec en largeur, 7 m de large pour 1,8 m de long. 
Pour l’élévation, l’ensemble du bâtiment se compose de deux niveaux. Pour la nef, son premier niveau se compose d’une alternance entre arcs en plein cintre pour les parties droites et baies géminées rectangulaires dans les angles, l’ensemble reposant sur des piliers à chapiteaux ornés de rinceaux végétaux. Puis, le second niveau est composé de galeries à arcades en anse de panier encadrées d’ornements végétaux sculptés sur les allèges et les pilastres. Cependant, seule la travée donnant sur le sanctuaire offre composition différente avec une structure à deux baies géminées séparées par une statue du Christ en croix. Enfin, la charpente en bois est percée d’un grand vitrail coloré. Ce dernier est orné d’une colombe du Saint Esprit dont l’aura se répand en quatre lobes ornés de motifs architecturaux et végétaux. Dans les coins, on distingue quatre anges musiciens.
Par ailleurs, le sanctuaire comprend une élévation similaire. On retrouve donc des arcs en plein cintre au premier niveau, suivis d'une galerie, le tout supportant un large vitrail. 
Pour finir, le chœur des religieuses se compose d’un premier niveau aveugle formé de stalles en bois pour les religieuses, suivi du même second niveau et voutement que la nef. Seulement, les galeries sont ici en encorbellement. 
Les matériaux utilisés sont multiples. Ainsi, on utilise du noyer pour la charpente, du stuc pour les ornements sculptés, du chêne pour les stalles des religieuses et du calcaire pour les fondations. 
En ce qui concerne l'extérieur, la chapelle présente une façade en pignon à deux niveaux. Le premier se compose d’un soubassement à ressauts à trois travées divisées par des pilastres. On découvre au centre, un portail en anse de panier et sur les côtés, des baies rectangulaires jumelées garnies de grilles de fer forgé. Au-dessus, un entablement sépare les deux niveaux. Il est décoré de symboles eucharistiques, encadrant deux anges présentant une inscription en référence au vœu. Pour le pignon, les pilastres du premier niveau se poursuivent en son centre et le divisent en trois parties. Au centre, on note la présence de deux baies rectangulaire suivies d’un arc en ogive orné d’un bas-relief de l'adoration du Saint-Sacrement. Puis, les armes de Tourcoing figurent en clé de l'ogive encadrées par deux anges sur le sommet des pilastres et une croix domine l’ensemble. Les parties latérales sont ornées de deux baies similaires au centre et de deux anges à leurs extrémités. 
Il faut noter que l’art de la sculpture, du vitrail et de la peinture foisonnent dans la chapelle. En effet, la description précédente témoigne de la qualité du vitrail de la nef. Mais, la charpente de toute la chapelle est aussi d'une grande qualité. Elle est peinte de motifs de vin et de blé faisant écho à l'eucharistie. Enfin, la sculpture est abondante sur tous les espaces. Les arcs s’effacent dans les décors, les galeries sont ornées de motifs végétaux et d’anges, et sur les stalles sont sculptées des livres évoquant l’apprentissage des textes sacrés par les Bénédictines.

## Réception
L’édifice a été particulièrement bien reçu par la population en témoignent les réalisations publiques suivantes qui seront accordées aux architectes, comme c’est le cas avec le Crédit du Nord construit la même année ou la chapelle du palais académique à Lille terminée en 1925. De surcroit, au sein de la carrière architecturale du père, Jean Baptiste Maillard, l’édifice n’a eu que peu d’importance, étant un édifice mineur et l’essentiel de sa carrière étant antérieur à l’édifice. Néanmoins, la chapelle est un édifice important pour la renommée du fils. En effet, elle lui permettra, avec la construction du Crédit du Nord à Tourcoing, d’acquérir des commandes futures comme celle de l’église de la Nativité de Notre-Dame à Linselles ou de la villa Maillard à Tourcoing. Plus généralement, l’édifice n’a eu que peu d’impact sur la scène architecturale de l’époque. De nos jours, elle est classée monument historique depuis 2019.